# Philipp Heithölter
Philipp Heithölter (* 28. August 1982 in Herford) ist ein ehemaliger deutscher Fußballspieler.

## Karriere
Der in Herford aufgewachsene Heithölter spielte beim SV Sundern 08 und danach beim SC Herford, bis er 2002 zum Oberligisten Fichte Bielefeld wechselte. Ein Jahr später wechselte er zum größeren Ortsrivalen Arminia Bielefeld.
Beim damaligen Zweitligisten Arminia wurde er in seiner ersten Profisaison 2003/04 viermal eingewechselt, mit der Reserve wurde er Meister der Oberliga Westfalen. In der darauffolgenden Saison bestritt er 19 Regionalliga-Spiele für die zweite Mannschaft. Diese stieg 2005 in die Oberliga ab, woraufhin Heithölter zusammen mit Henning Grieneisen zum Nord-Regionalligisten Holstein Kiel ausgeliehen wurde.
Nach dem Abstieg der Kieler in die Oberliga (2007) wechselte Heithölter zu Rot Weiss Ahlen. Von Juli 2009 bis Juni 2011 spielte er für den Zweitligisten SC Paderborn 07. Danach absolvierte Heithölter ab September 2011 ein Probetraining bei Arminia Bielefeld, wurde jedoch aufgrund fehlender finanzieller Mittel nicht verpflichtet. Im Januar 2012 unterschrieb Heithölter schließlich einen neuen Vertrag in Bielefeld, nachdem er schon fast die komplette Saison bei der Arminia trainiert hatte. Nach einer Operation an der Achillessehne und anhaltenden Beschwerden verpasste er die komplette Spielzeit 2012/13. Auch in der darauffolgenden Saison kam er nicht mehr zum Einsatz. Im Sommer 2014 lief sein Vertrag aus, danach beendete er seine Karriere.
Seit Februar 2017 ist als Videoanalyst und Scout bei Arminia Bielefeld tätig, nachdem er eine Ausbildung zum Kaufmann für Büromanagement und Kommunikation absolviert hatte.

## Erfolge
- Aufstieg mit Arminia Bielefeld in die 1. Bundesliga 2004
- Aufstieg mit Rot Weiss Ahlen in die 2. Bundesliga 2008
- Aufstieg mit Arminia Bielefeld in die 2. Bundesliga 2013